# Вестерботтенский полк
Вестерботтенский полк (швед. Västerbottens regemente, условные обозначения I 19, I XIX, I 20 и I 20/Fo 61) — пехотный полк шведской армии, созданный в XVI веке. Прекратил существование в 2000 году. Солдаты полка первоначально набирались из провинции Вестерботтен, и гарнизон полка также размещался там.

## История
Предшественниками полка были подразделения под названием «феника» (швед. fänika) или фенляйн (нем. Fähnlein), образованные в Вестерботтене в 1550-х и 1560-х годах. В 1615 году феники провинций Вестерботтен, Онгерманланд, Медельпад, Хельсингланд и Естрикланд были объединены Густавом II Адольфом в Норрландский сводный полк: семь феник из 24 укомплектовывались уроженцами Вестерботтена. Норрландский полк состоял из трёх полевых полков, куда входил и Вестерботтенский полевой полк. Около 1624 года Норрландский полк был разделён на три отдельных полка, и Вестерботтенский стал независимым полком.
Вестерботтенский полк — один из 20 первых шведских пехотных полков, упомянутых в Конституции 1634 года. Полк был индельтирован в 1696 году. В 1829 году он был переименован в Вестерботтенский фельдъегерский полк (швед. Vasterbottens fältjägarregement) ив 1841 году разделён на два корпуса каждый размером с батальон: Вестерботтенский и Норрботтенский фельдъегерские корпуса. Прежнее имя он обрёл в 1892 году. Учебные площадки полка располагались в разных местах Вестерботтена, но в 1909 году таковым стал на постоянной основе гарнизон Умео.
В 1816 году в общем порядке полк получил обозначение I 19 (19-й пехотный полк), однако это же обозначение передали Норрботтенскому фельдъегерскому корпусу, а Вестерботтенскому — I XIX (с римской, а не арабской цифрой). В 1892 году было дано обозначение I 20 (20-й пехотный полк) восстановленному полку.
Расформирован в 2000 году в соответствии с принятым в том году Законом об обороне.

## Структура
1634(?)
- Лейб-рота[англ.] (швед. Livkompaniet)
- Рота подполковника (швед. Överstelöjtnantens kompani)
- Рота майора (швед. Majorens kompani)
- Рота Лёвонгера[англ.] (швед. Lövångers kompani)
- Рота Каликса (швед. Kalix kompani)
- Рота Бюгдео[англ.] (швед. Bygdeå kompani)
- Рота[швед.] Шеллефтео (швед. Skellefteå kompani)
- Рота Питео (швед. Piteå kompani)

1841
- Лейб-рота[англ.] (швед. Livkompaniet)
- Рота[швед.] Шеллефтео (швед. Skellefteå kompani)
- Рота Бюгдео[англ.] (швед. Bygdeå kompani)
- Рота Лёвонгера[англ.] (швед. Lövångers kompani)

1994
- Лейб-рота[англ.] (швед. Livkompaniet) или рота Умео (швед. Umeå kompani)
- Рота Лёвонгера[англ.] (швед. Lövångers kompani)
- Рота Люкшеле[англ.] (швед. Lycksele kompani)
- Рота[швед.] Шеллефтео (швед. Skellefteå kompani)
- Рота Сурселе[англ.] (швед. Sorsele kompani)
- Рота Оселе[англ.] (швед. Åsele kompani)
- Рота Веннес[англ.] (швед. Vännäs kompani)
- Рота Бюгдео[англ.] (швед. Bygdeå kompani)

## Геральдика и традиции

### Штандарты
У полка несколько раз менялись цвета. 20 июня 1952 года в соответствии с распоряжением короля Швеции Густава VI Адольфа полк получил свой последний штандарт в Умео (предыдущий был утверждён в 1902 году). Новый штандарт использовался до 1 июля 2000 года, автором является Свен Шёльд (швед. Sven Sköld), производитель не установлен; штандарт изготовлен путём техники вставки. Блазон для герба: На белой ткани герб провинции Лаппланд; червлёный дикарь с зелёными берёзовыми венками на голове и бёдрах, держащий правой рукой опирающуюся на плечо золотую дубину. На красной кайме в верхней части знамени серебром воинские почести (Landskrona 1677, Düna 1701, Kliszów 1702, Fraustadt 1706, Malatitze 1708, Strömstad 1717).

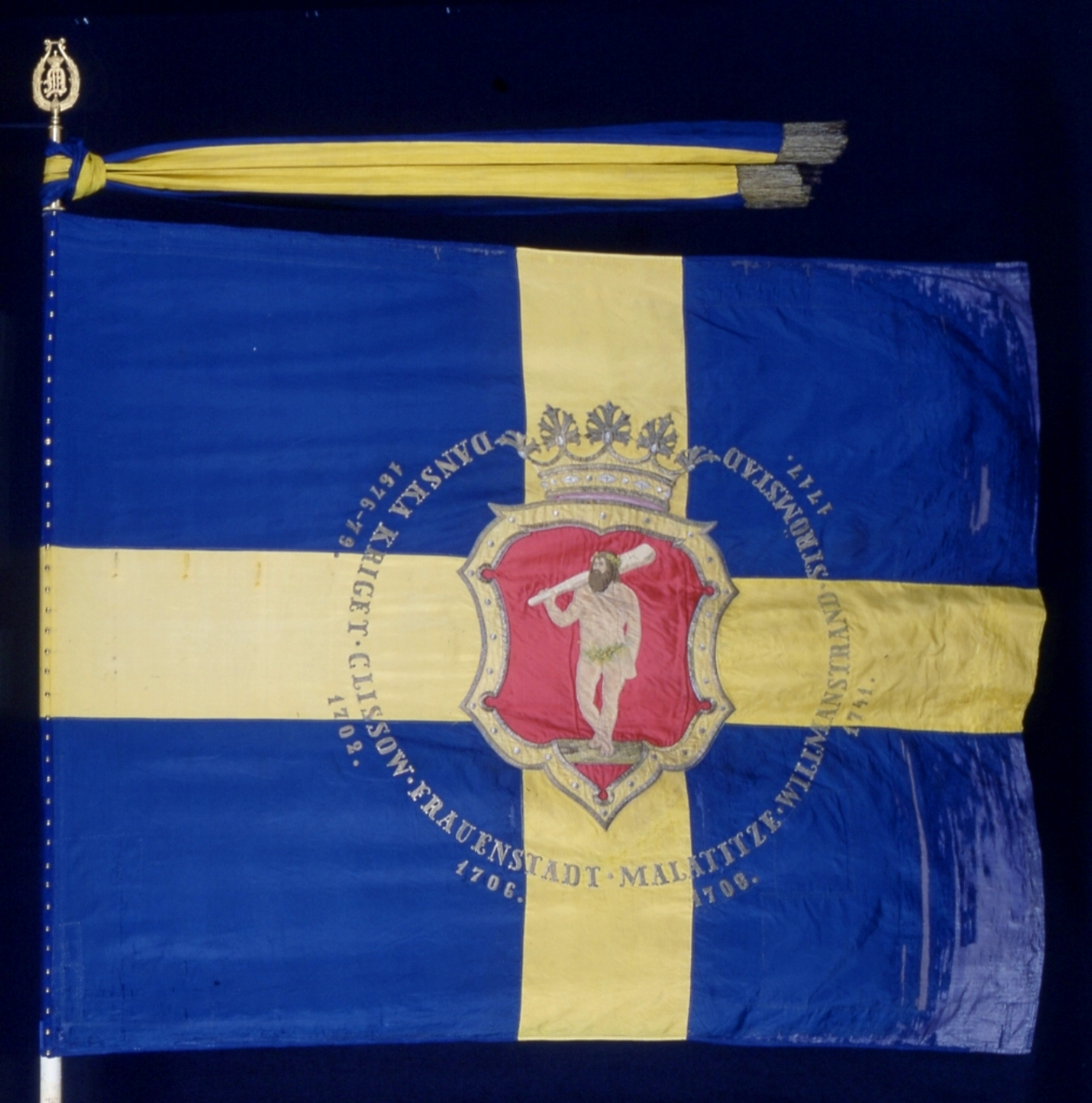
Полковой штандарт 1878 года
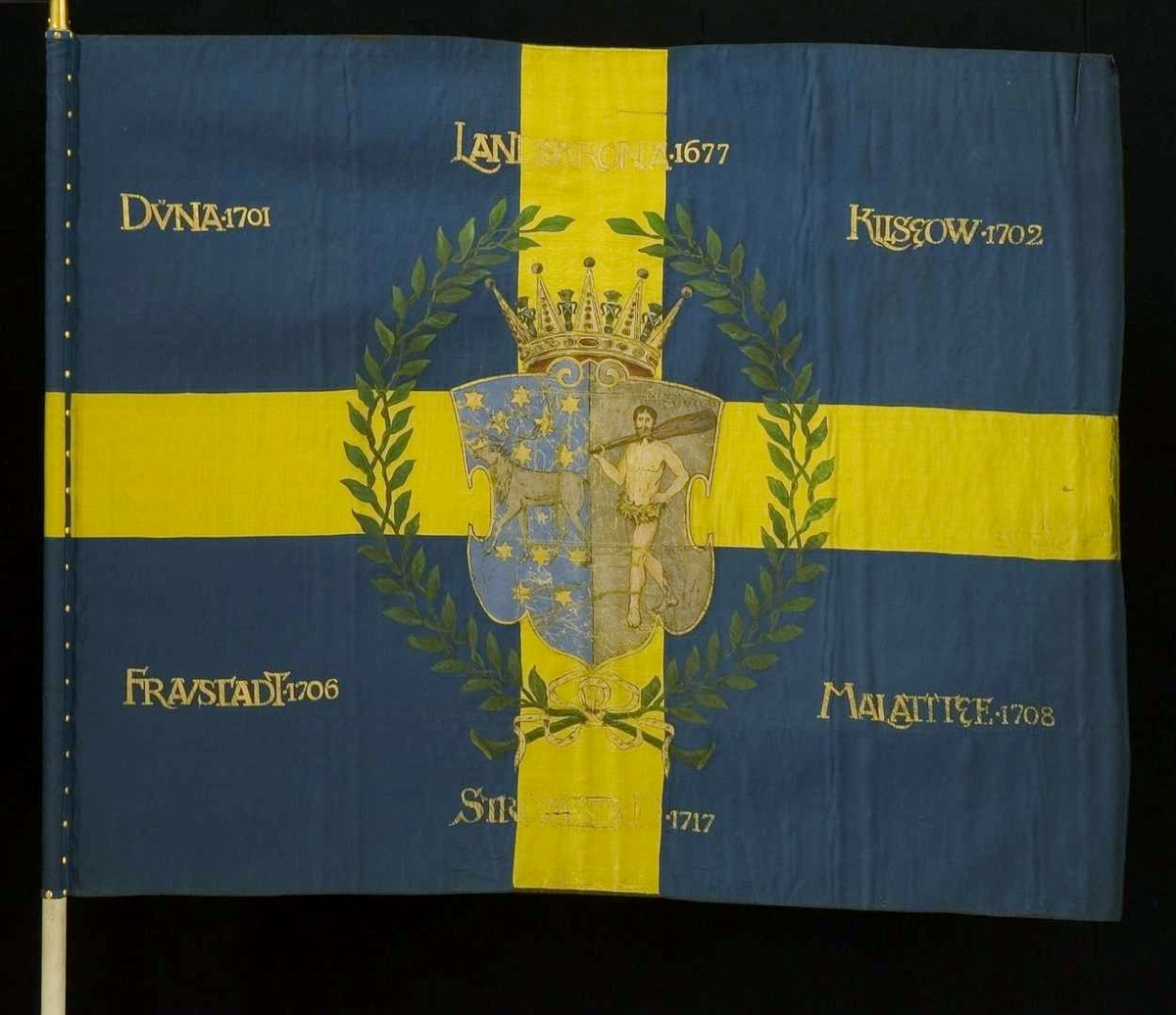
Штандарт 1-го батальона (1897 год)
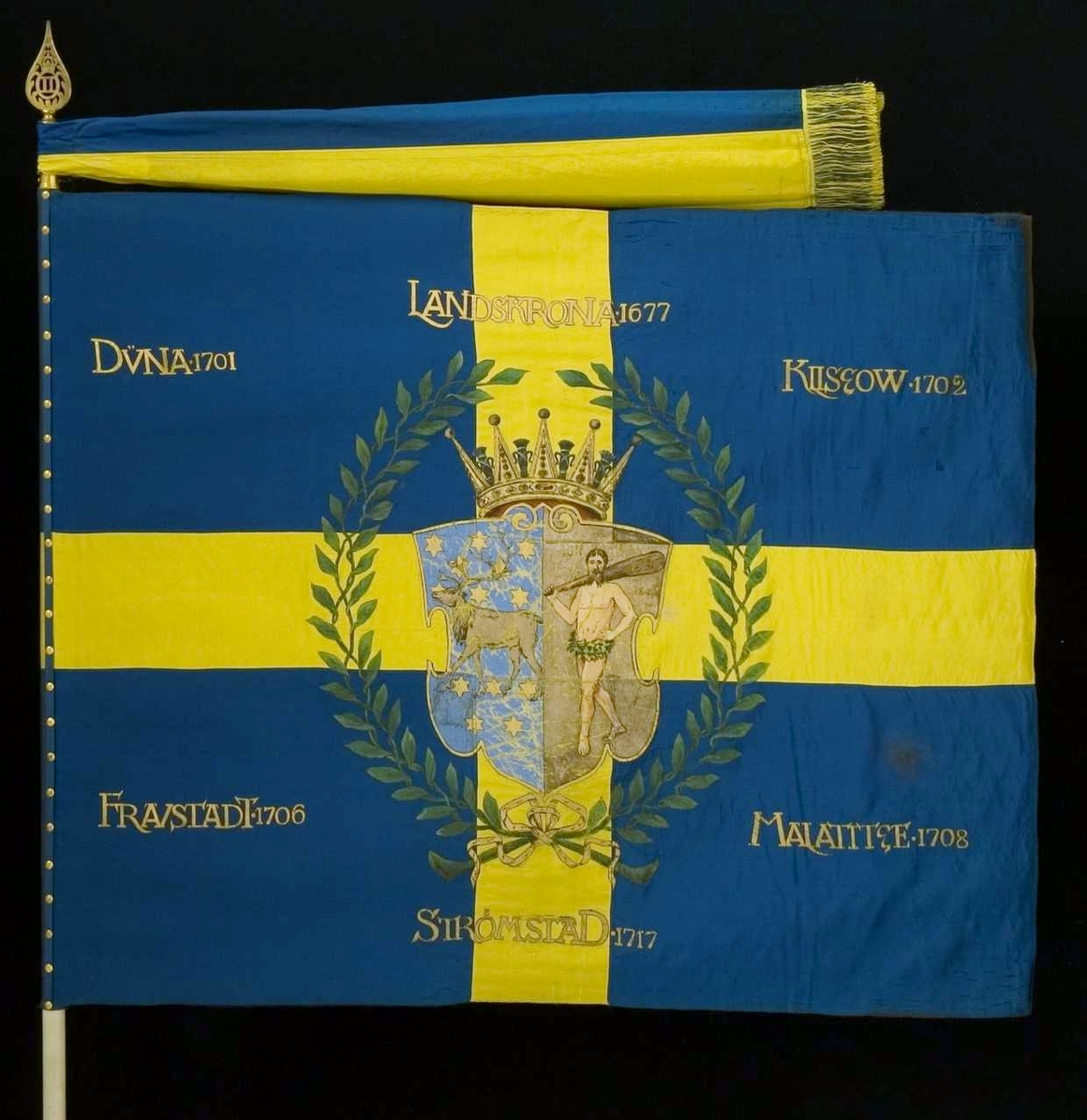
Штандарт 2-го батальона (1897 год)
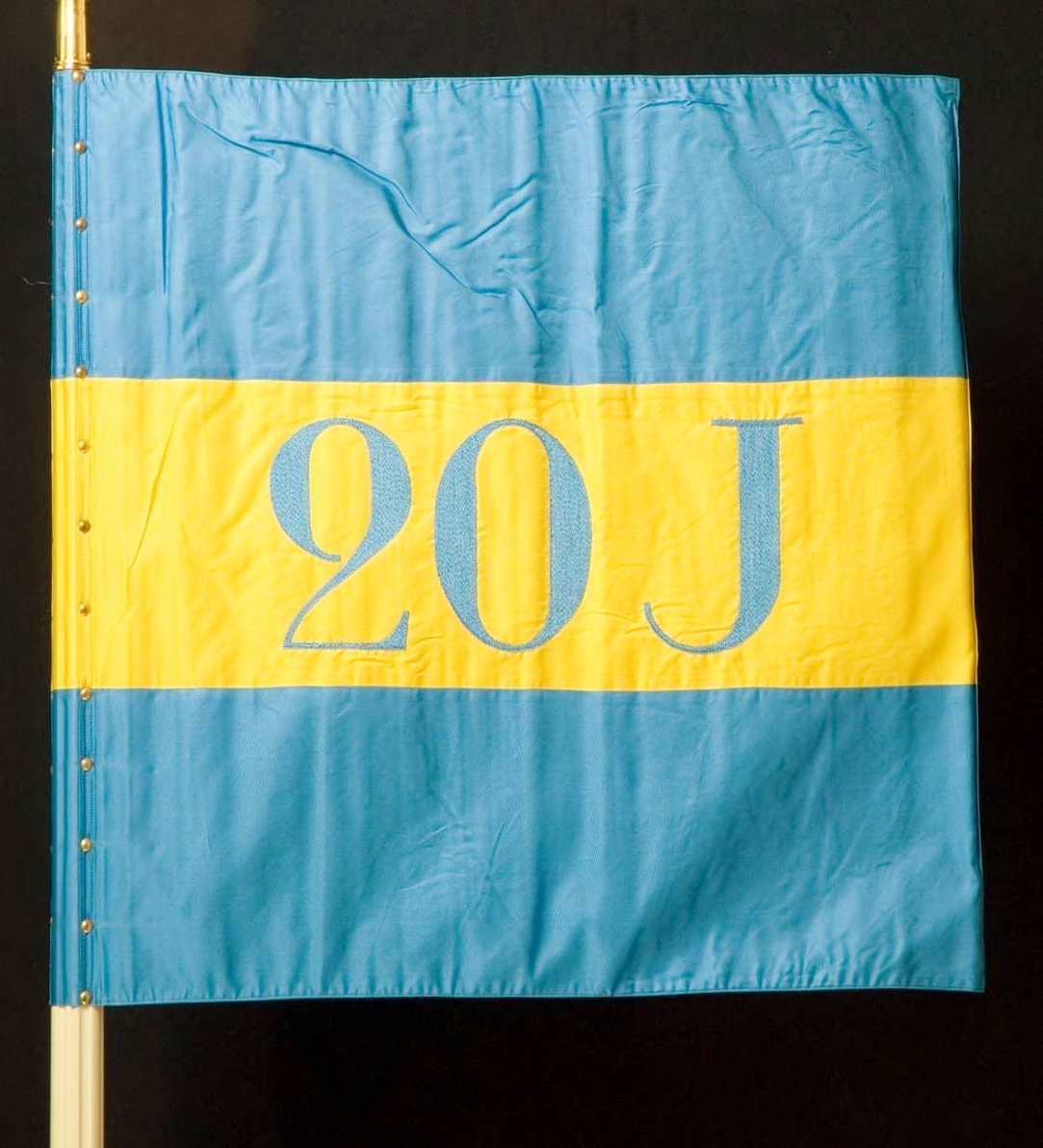
Штандарт 20-й рейнджерской бригады (1920-е годы)

### Герб
Для герба Вестерботтенского полка (I 20/Fo 61), использовавшегося в 1977—1994 годах, и Лапландской бригады (швед. Lapplandsbrigaden, NB 20), использовавшегося в 1994–1997 годах, приводится следующий блазон: В серебряном поле герб провинции Лаппланд, червленый дикарь с зелёными берёзовыми венками на голове и бёдрах, держащий правой рукой дубину или удерживающий её на своём плече. За щитом — два золотых скрещенных мушкета. Для герба Вестерботтенского полка (I 20/Fo 61), использовавшегося в 1977—1994 годах, и Вестерботтенской группы (швед. Västerbottensgruppen) с 2000 года, приводится следующий блазон: В серебряном поле герб провинции Лаппланд, червленый дикарь с зелёными берёзовыми венками на голове и бёдрах, держащий правой рукой дубину или удерживающий её на своём плече. За щитом — два золотых скрещенных меча.

Герб Вестерботтенского полка (I 20/Fo 61) в 1977—1994 годах и Лапландской бригады (швед. Lapplandsbrigaden, NB 20) в 1994—1997 годах
Герб Вестерботтенского полка (I 20/Fo 61) в 1994—2000 годах и Вестерботтенской группы (швед. Västerbottensgruppen) с 2000 года
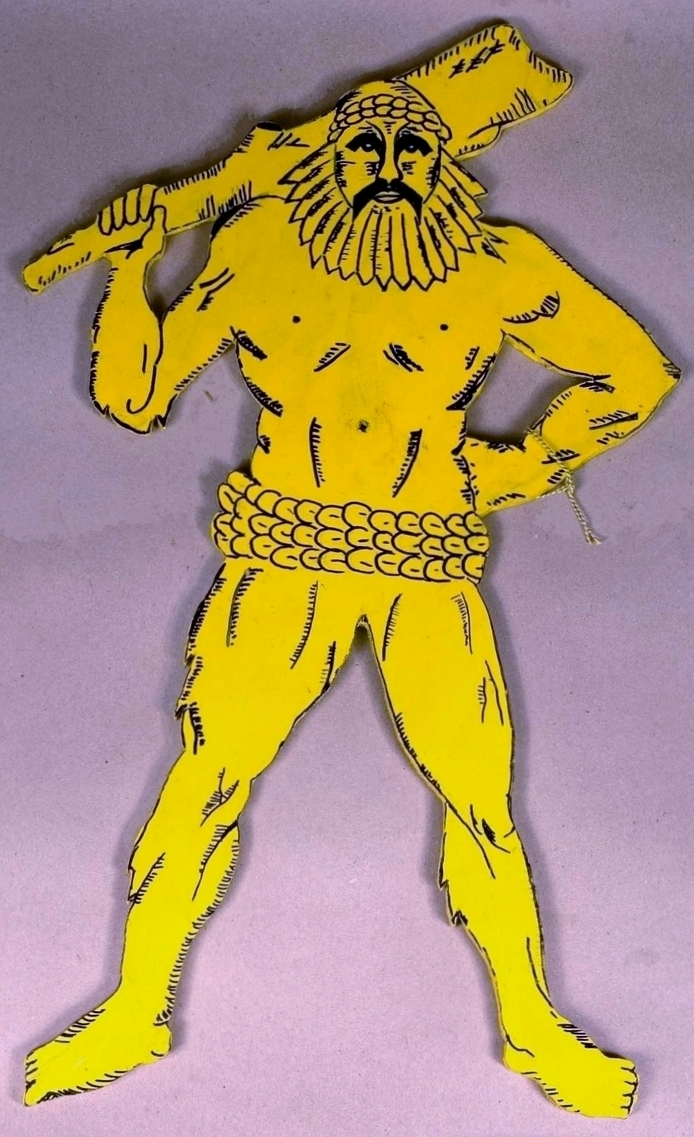
Кокарда Вестерботтенского полка с изображением дикаря

### Медали

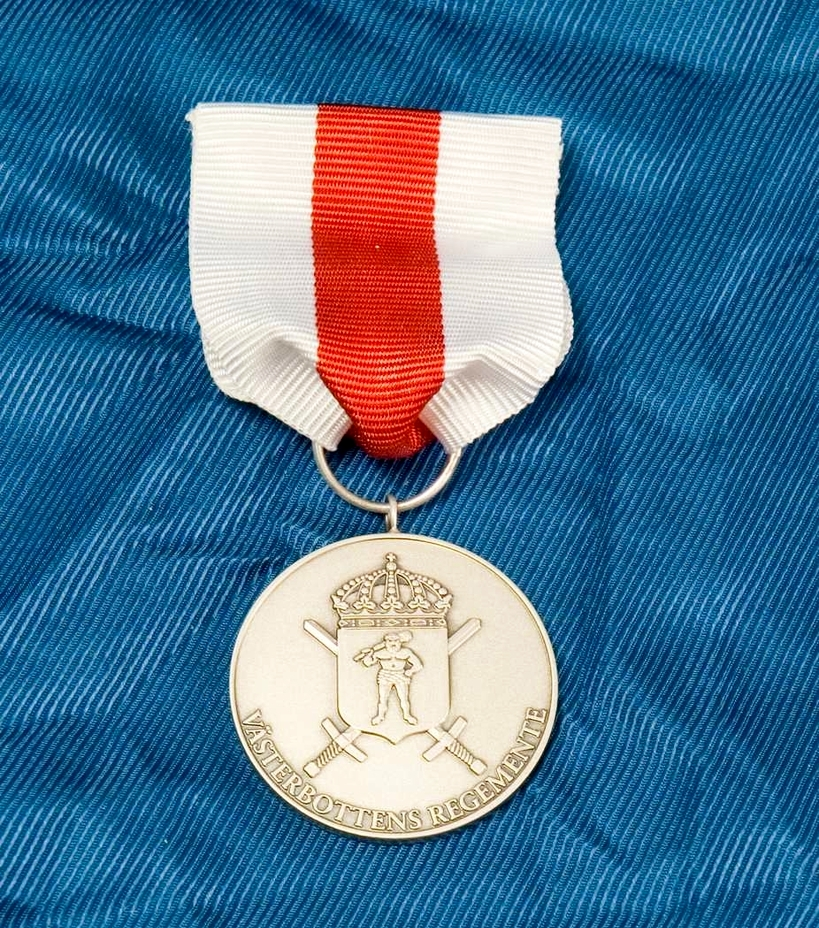
Памятная медаль

В 2000 году была выпущена памятная медаль Вестерботтенского полка (швед. Västerbottens regementes (I 20) minnesmedalj), изготовленная из серебра. Планка медали состоит из полос белого, красного и белого цветов с муаровым узором.

### Правопреемники
После расформирования полка 30 июня 2000 года его штандарт был передан Вестерботтенской группе, ставшей правопреемником и хранителем традиций полка. С 1 июля 2013 года хранителем традиций полка является Вестерботтенский батальон в составе Вестерботтенской группы.

### Иное
Памятными датами в истории полка были годовщины сражений, в которых участвовал полк — 3 февраля, 28 июня, 4 июля, 5 июля, 8 июля, 9 июля, 14 июля, 23 августа, 31 августа и 8 октября. Дольше всего отмечалась годовщина битвы при Фрауштадте — 3 февраля. 8 октября отмечалась годовщина расформирования последней дивизии объединённой шведско-финской армии в 1809 году в Умео.
Сохранение традиций Роты подполковника (швед. Överstelöjtnantens kompani) в составе Вестерботтенского полка осуществляется благодаря группе исторической реконструкции «Королевский вестерботтенский полк» (швед. Kongl. Wästerbotten's Regemente), входящей в Ассоциацию интерактивной истории (швед. Föreningen interaktiv historia) и участвовавшей в реконструкции последних сухопутных сражений на территории Швеции в рамках проекта «Знаменательный 1809 год».

## Командиры полка
Командиры полка с 1651 по 2000 годы:
- 1651—1657: Дидрик фон Каппеллен
- 1658—1662: Гюнтер фон Розенсканс
- 1663—1666: Кристиан Урне
- 1667—1671: Бьёрн Свинхувуд[швед.]
- 1673—1676: Якоб Стегман †
- 1676—1683: Эверт Хорн[швед.]
- 1684—1694: Райнхольд Юхан фон Ферсен
- 1702—1710: Андерс Лагеркруна
- 1711—1717: Фредрик Магнус Крунберг[англ.]
- 1717—1723: Хенрик Магнус фон Будденброк[англ.]
- 1723—1736: Карл Пересветофф-Мурат[швед.]
- 1736—1741: Юхан Бернард Видемейер[швед.]
- 1743—1757: Георг Рейнхольд Пальмструх[швед.]
- 1757—1770: Вильгельм Карпелан[нем.]
- 1770—1779: Юхан Август Мейерфельдт
- 1779—1785: Вильгельм Мориц Клингспор
- 1785—1791: Вильгельм Мориц Паули[швед.]
- 1791—1800: Густав Гюлленгранат[швед.]
- 1800—1804: Отто Вреде[швед.]
- 1804—1806: Эберхарт Эрнст Готтхард фон Вегесак[англ.]
- 1805—1811: Юхан Бергенстроле
- 1812—1828: Ларс Якоб фон Кнорринг[швед.]
- 1828—1837: Карл Август фон Хеденберг[швед.]
- 1845—1850: Георг Габриэль Эмиль фон Тройл[швед.]
- 1864—1868: Эрнст фон Вегесак[англ.]
- 1874—1883: Андерс Эберхард Сведелиус[швед.]
- 1883—1887: Элоф фон Бойсман[швед.]
- 1887—1897: Людвиг Кристиан Мориц Шёнинг[швед.]
- 1897—1901: Отто Эверт Мотиц Вольффельт[швед.]
- 1901—1902: Карл Конрад Фогель[швед.]
- 1902—1907: Юхан Оскар Нестор Аспгрен[швед.]
- 1907—1915: Карл Гиллис Александр Бергенстроле[швед.]
- 1915—1921: Бенгт Карл Арвид Риббинг[швед.]
- 1921—1928: Адольф Гуго Эммануэль Анкаркруна[швед.]
- 1928—1932: Пер Адольф Эрландссон[швед.]
- 1933—1937: Карл Беннедих[швед.]
- 1937—1941: Густаф Нильс Улоф Розенблад[швед.]
- 1941—1947: Улоф Яльмар Аксель Шёберг[швед.]
- 1947—1952: Пер Аксель Хольгер Стенхольм[швед.]
- 1952—1952: Магнус Вильгельм аф Клинтеберг[швед.]
- 1952—1959: Карол Беннедих[швед.]
- 1959—1964: Оке Сёдербум[швед.]
- 1964—1970: Аллан Юхан Магнус Монссон[швед.]
- 1970—1971: Карл Иван Элизеус Хёрнквист[швед.]
- 1971—1973: Дик Эрнст Харальд Лёвгрен[швед.]
- 1973—1976: Свен Нильс Андерс Крузе де Вердье[швед.]
- 1976—1981: Дик Эрнст Харальд Лёвгрен[швед.]
- 1981—1983: Улоф Гуннар Дакенберг[швед.]
- 1983—1990: Эрик Улоф Форсгрен[швед.]
- 1990—1993: Ян Улоф Линдстрём[швед.]
- 1993—1999: Андерс Киль
- 1999—2000: Пер-Уве Гарри Эрикссон
- 2000: Нильс Перссон

## Дружественные подразделения
- Порийская бригада[англ.][1]